# حاتم باعشن
حاتم باعشن هو مهندس ورجل أعمال سعودي ورئيس نادي الاتحاد التاسع والثلاثون.

## رئاسة نادي الاتحاد
أصدر عبد الله بن مساعد، رئيس الهيئة العامة للرياضة، قرارا بتكليف حاتم باعشن للقيام بمهام رئيس مجلس إدارة نادي اتحاد جدة، خلفاً لأحمد مسعود الذي توفى أثناء معسكر النادي في تركيا استعداداً لاستئناف دوري جميل السعودي للمحترفين. وتضمن القرار بتكليف باعشن لإكمال المدة النظامية للمجلس المؤقت مع إعادة المناصب الإدارية بين أعضاء مجلس الإدارة.
وكان حاتم باعشن نائب احمد عمر مسعود في عام 1419 هجري وحقق مع احمد مسعود الرباعيه
حصل أثناء رئاسته للإتحاد على كأس ولي العهد محمد بن نايف بن عبد العزيز آل سعود لعام 2016.